# ФК Вършец '99
ФК „Вършец `99“ е футболен отбор от гр. Вършец. Отборът играе в „А“ ОФГ-Монтана. Като домакин отборът играе мачовете си с екипа си за домакинства, който е: жълти фланелки, черни гащета и жълти гети.

## Успехи
- 1/32-финал за купата на страната през 1999/00

## Изявени футболисти
- Антон Станков